# Khoznavar
Khoznavar (in armeno Խոզնավար) è un comune di 407 abitanti (2010) della Provincia di Syunik in Armenia.